# هولمار أورون رونارسون
هولمار أورون رونارسون (بالآيسلندية: Hólmar Örn Rúnarsson)‏ هو لاعب كرة قدم آيسلندي في مركز الوسط، ولد في 10 ديسمبر 1981 في كيفلافيك في آيسلندا. شارك مع منتخب آيسلندا تحت 21 سنة لكرة القدم. أما مع النوادي، فقد لعب مع فيمليكافيلاغ هافنارفيارذار ونادي سيلكيبورج ونادي كيفلافيك.